# Tagari
Der Tagari war eine albanische Masseneinheit (Gewicht). Nach diesem Maß wurde Getreide, insbesondere Weizen, gehandelt.
- 1 Tagari = 20 Oken (≈1,28 Kilogramm) = 51 Pfund plus 7 Lot (Preußen = 16,667 Gramm)[1] = 25,617 Kilogramm